# Groupe W
Pour les articles homonymes, voir Le Groupe W.
 (octobre 2015).
 (mars 2022).
Le Groupe W, ou Groupe Winch, est une société multinationale américaine fictive créée par Jean Van Hamme pour ses romans et bandes dessinées Largo Winch.
La description du Groupe W exposée dans cet article concerne la série de bandes dessinées, même si l'on peut noter de nombreux points communs avec les romans originels ou même les autres adaptations (série télévisée, film).

## Généralités

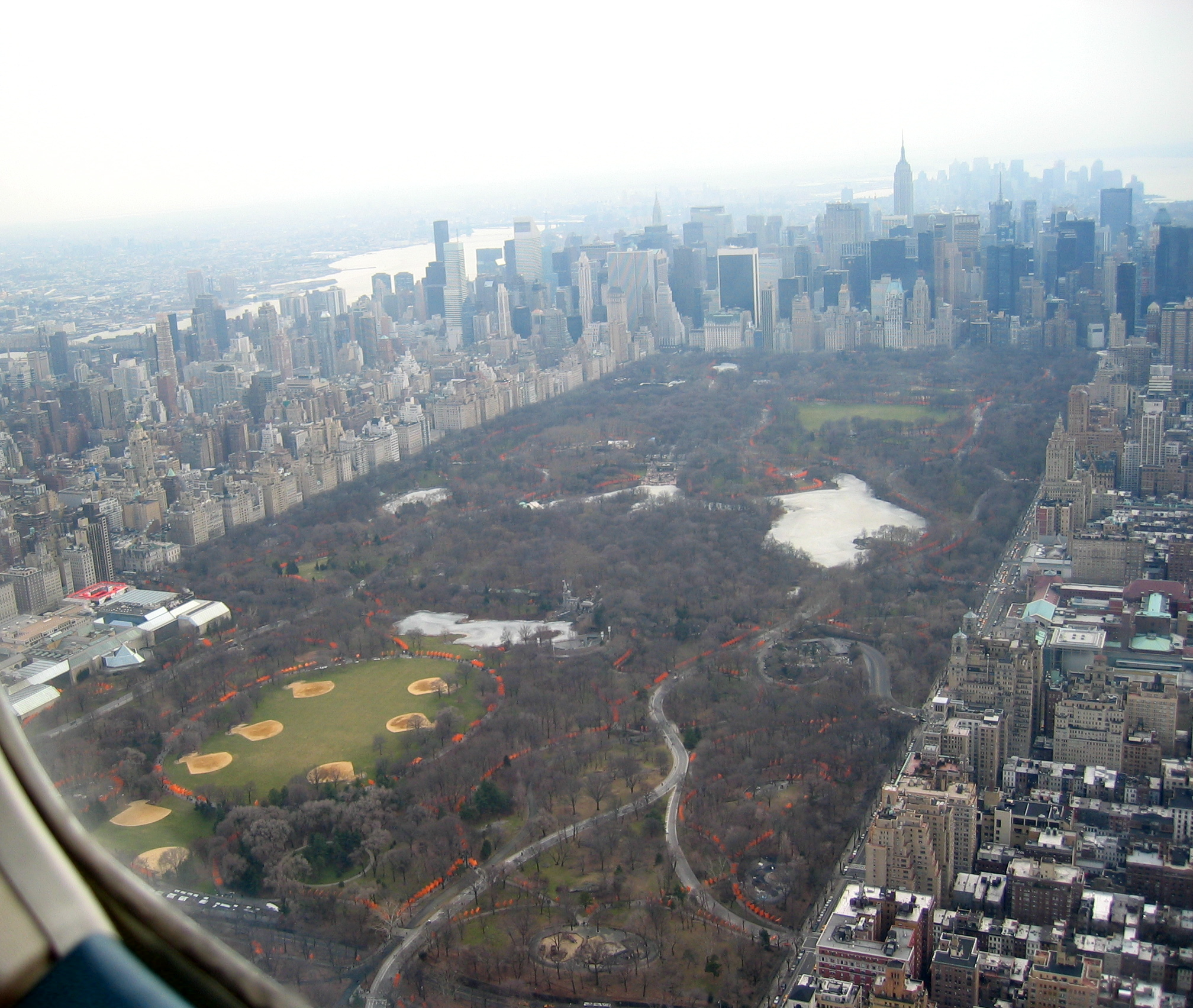
Central Park, où se situe le Winch Building.

Fondé par Nerio Winch sur les bases d'une entreprise pétrolière familiale (voir la section « Le fondateur »), le groupe est repris à sa mort par son fils adoptif, Largo Winch (voir la section « Directeur exécutif »). Son siège principal, le Winch Building, se trouve alors à New York, près de Central Park.
Les parts de la société sont détenues par la Zukunft Anstalt, holding basée à Vaduz (Liechtenstein) et fondée par Nerio pour contourner les droits de succession aux États-Unis grâce aux avantages législatifs de la principauté. En effet, grâce à ce subterfuge, Largo n'hérite officiellement que des parts de la Zukunft Anstalt, et n'a donc pas de comptes à rendre à l'IRS. Les titres de propriété sont conservés dans un coffre de la Standard Anlage Bank, à Lucerne.
Avant la liquidation de la division Electronics et avant l'acquisition de la Fenico, le Groupe W comptait 562 sociétés sans compter les filiales, lesquelles employaient environ 400 000 personnes dans 57 pays différents. Le chiffre d'affaires s'élevait alors à 44 milliards de dollars dans les indications du premier album de la série paru en 1990.
Depuis l'absorption de la Fenico, le Groupe W compte 987 entreprises dans le monde, examinées de façon itinérante par 78 contrôleurs de gestion (dont fait partie Sarah Washington ; voir la section « Autres personnages récurrents liés au Groupe W »). 
Au début du tome 17, le Groupe W compte 1052 sociétés dans 54 pays et emploie 480 000 personnes.
Les différentes sociétés sont regroupées par catégories d'activités au sein de plusieurs divisions, dont les directeurs se réunissent régulièrement lors d'un grand conseil (le Big Board) au siège social de la société. 
À la suite de la crise des subprimes, le Winch Building, propriété du « New York Daily », quotidien de la division « presse » du groupe W, sera vendu et le siège de la société déplacé à Loop (Chicago) dans le Winch Tower Mansion face au lac Michigan. Les 25 premiers étages sont consacrés à un hôtel de luxe. Les 7 derniers étages étant des appartements privés, les bureaux de Largo Winch, ceux du groupe W et ceux de la Fondation for War Children. 

### Le fondateur
Nerio Winch ( États-Unis) (né en 1933 et décédé dans le tome 1) - Arrière-petit-fils de Vanko Winczlav, un immigré yougoslave, il a hérité de la fortune de son père Tom Winch, un banquier d'affaire important. À partir de cette base, il a petit à petit réussi à conquérir un nombre important de sociétés du monde entier, ne reculant devant rien, pas même le crime, au point de créer un empire financier, plus grande multinationale du monde, bénéficiant ainsi d'une richesse estimée à vingt milliards de dollars.
Célibataire endurci, stérile et sans aucune famille directe, il a un jour voulu se trouver un héritier et a donc fouillé ses racines monténégrines, ne trouvant alors qu'une seule personne du même nom que lui (ou plutôt son nom d'origine, Winczlav, que son grand-père, Milan, avait transformé en Winch), une certaine Danitza qui avait fui en Bosnie-Herzégovine car elle refusait de dire qui était le père de son fils, Largo, mais a laissé ce dernier orphelin dès qu'il avait deux ans. C'est donc ce Largo Winczlav que Nerio Winch a décidé d'adopter.
Atteint d'une tumeur au cerveau qui l'a rendu paralysé, Nerio Winch se sait condamné et demande à Michel Cardignac, dont il connaissait le complot, de le tuer, lequel acceptera mais optera pour une solution plus radicale que le pistolet silencieux en le jetant du haut du Winch Building pour simuler un suicide. Largo n'apprendra sa mort que six jours plus tard (tome 1). Largo verra plusieurs fois des apparitions mentales de Nerio sur l'île de Sarjevane (tome 3 et tome 15).

### Executive management
(Directeur exécutif)
- John D. Sullivan ( États-Unis) - Il est le directeur exécutif du Groupe W au début de la série (donc le Numéro 2 du groupe). D'origine irlandaise, fidèle collaborateur de Nerio Winch (au point d'être l'une des rares personnes au courant de l'existence de Largo avant sa mort), il sera rapidement un des seuls en qui Largo aura une totale confiance dans le monde des affaires. Après les complications de la contre-OPA contre la Fenico qu'il a en grande partie élaborée (tome 4), il fait une tentative de suicide en se tirant une balle dans la tête. Il s'en sort de justesse mais perd l'usage de ses jambes. Il quitte alors son poste, sans doute à la demande de sa compagne Cathy Blackman, mais reste un fidèle conseiller de Largo.

- Largo Winch (double nationalité  Yougoslavie -  États-Unis) - Il reprend lui-même le poste de Sullivan après la démission de celui-ci. Né Largo Winczlav au Monténégro, d'un père inconnu et d'une lointaine parente de Nerio Winch, le héros de la série est adopté par ce dernier qui le trouve dans un orphelinat de Sarajevo après la mort de sa mère (prénommée Danitza) alors qu'il avait deux ans. Il est élevé au Liechtenstein jusqu'à l'âge de dix ans par Hannah et Ernst Gleiber, qu'il considère comme sa tante et son oncle, puis étudie dans des écoles parmi les meilleures d'Europe, en Belgique (École de commerce Solvay), en France (dont l'INSEAD), en Allemagne (Heidelberg) et en Angleterre (Londres). Rebelle, il tente plusieurs fugues (se réfugiant par exemple auprès de gitans, expérience qui l'initie au lancer de couteaux) mais Nerio le retrouve toujours, le contraignant à poursuivre sa formation dans le but de lui succéder à la tête du Groupe W. Plus tard, il parcourt le monde (notamment en Asie), multipliant les rencontres (Sveig Larsen, Phaï-Tang, Tan Ming-T'Sien...) et les expériences les plus diverses (dont un séjour en prison au Tibet), jonglant avec la débrouillardise d'aventurier (il parle couramment cinq ou six langues) et les avantages que lui permet son statut de fils adoptif de Nerio. C'est dans un hôtel du Groupe W à Bangkok qu'il rencontre Freddy Kaplan, fraîchement embauché par Nerio pour le retrouver, lequel deviendra son pilote personnel et surtout l'un de ses plus fidèles amis.
Lorsqu'il hérite du Groupe W à la mort de Nerio, il prend le nom de Winch et la double nationalité yougoslave et américaine. Il n'a alors que 26 ans mais ses multiples expériences et son tempérament relativement solitaire lui permettent à la fois de gérer ce bouleversement et de garder la tête froide. Séducteur, anticonformiste et bagarreur, il devient alors un homme d'affaires atypique. Multipliant à la fois les conquêtes (citons Jessie Remington, Charity Atkinson, Rifka Sharim, Malunaï...) et les ennemis, il reste un solitaire, et rares sont ceux auxquels il accorde une totale confiance : Simon, Freddy, Sullivan et « Penny » surtout, et dans une moindre mesure  Jessie, Charity, Cochrane (de plus en plus au fil des aventures), Silky Song... Le comportement de Largo peut paraître ambivalent puisqu'il s'accommode relativement bien au luxe et au confort, et tombe parfois dans l'abus de pouvoir pour se défaire d'obstacles, mais ses intentions sont généralement guidées par une volonté de justice qui font de lui un original « Robin des Bois » moderne.

### Central survey & administration
(Administration et inspection générale)
- Dwight E. Cochrane ( États-Unis) - Il est l'administrateur du Groupe W depuis le début de la série (il est donc le Numéro 3 du groupe mais sera promu Numéro 2 après la démission de Sullivan). Grand professionnel, très sérieux, a priori conservateur, il a du mal à digérer certains comportements de Largo, d'autant qu'il sera blessé par balle dans le tome 2. Ni antipathique ni sympathique envers Largo, il ne s'oppose jamais totalement à lui malgré ses réticences et sa méfiance. Privilégiant le groupe plutôt que son patron, il n'hésite pas à prendre les affaires en main lorsque Largo est momentanément mis hors de course. C'est notamment le cas du tome 5, dans lequel Largo est recherché pour meurtre avec des preuves accablantes (mais fabriquées), ce qui mène Cochrane à prendre les rênes du Groupe W, avec même l'hypothèse d'en devenir le nouveau patron. 
Dans le tome 11, il est arrêté à l'aéroport en provenance des Îles Caïmans : victime d'un complot, il est accusé de blanchiment d'argent (retrouvé dans sa valise) et envoyé en prison. Il retrouvera évidemment la liberté après que le complot Golden Gate a été dévoilé et cet épisode lui donnera l'occasion de se sentir redevable envers Largo, qu'il soutient alors en retour dans l'affaire de Speed One (tome 14). Dans le tome 17, il est rapporté qu'il a démissionné du groupe à la suite de la décision de Largo Winch de sabrer dans les salaires des directeurs des divisions pour faire face à la crise financière. Gagnant auparavant plus de huit millions de dollars en tant qu'administrateur en chef du groupe, Cochrane s'est senti humilié lorsque Winch a amputé son salaire de cinq millions. Il reprendra cependant son poste huit jours plus tard. Dans le tome 23, après que Largo a engagé Lloyd Bancroft comme conseiller aux projets innovants, il annonce sa démission irrévocable, expliquant avoir reçu plusieurs propositions et ne pas agir pour des considérations salariales.

## Les divisions du Groupe W
Le nom de chaque division est donné dans sa version anglaise originale, c'est-à-dire tel qu'il est indiqué sur la page de garde des bandes dessinées.

### Aeronautics
- Description : Construction aéronautique. Également pôle de recherche en lien avec la NASA (de moins en moins rentable). Dans le tome 15, des négociations sont engagées avec une compagnie chinoise, la Tsai Industries Corp., afin de réaliser une « joint venture » (coentreprise) qui se révèle, dans le tome 16, un leurre pour piéger Largo Winch. Cet épisode a des conséquences économiques et financières importantes pour la division aéronautique (en difficulté) et pour le Groupe W entier puisque les activités chinoises du groupe sont désormais interdite, en contre-partie de la libération de Largo, toujours accusé jusque-là d'évasion au Tibet. Dans le tome 15, on apprend aussi par Largo que la division est en train de mettre au point un jet d'affaires à décollage vertical, baptisé Mowgli III (tome 18). Dans le tome 17, on apprend que la division investit beaucoup dans l'étude d'une pile à hydrogène, tant pour l'aviation que le secteur automobile en collaboration avec les majors du secteur.
- Siège : Chicago ( États-Unis).
- Aucune filiale connue

- Directeur :
  - André Bellecourt ( France) - Il est le président de la division depuis le tome 1 mais n'a pas eu de rôle important jusqu'au tome 14. Dans le tome 15, il négocie la joint-venture (coentreprise) avec la Tsai Industries Corp, qui est par la suite annulée par le gouvernement chinois. Bellecourt est profondément déçu de ce revers qui aurait été pour lui une belle réussite à un mois de sa retraite. Il s'inquiète de la perte du marché chinois et de la mauvaise santé de la division aéronautique.
  - Vacant à partir du tome 17. Dans le tome 19, le poste est offert à Laurent Draillac ( France), industriel français de l'aéronautique, mais il décline l'offre dans le tome 20. Fils d'un richissime industriel français, PDG de l'entreprise familiale Aéronautiques Draillac. Ce personnage a initialement été créé par Jean Van Hamme et Dany dans l'album Histoire sans héros paru en 1977 et sa suite Vingt ans après dont il est fait référence dans le tome 19. Il est marié et père de deux enfants, sa femme apparaissait dans Vingt ans après mais n'est que mentionnée dans le tome 19.

### Banks
- Description : Banques. Également assurances après le démantèlement de la Fenico. Représente 10 % du chiffre d'affaires du groupe.
- Siège : Luxembourg ( Luxembourg).
- Filiales connues :
  - Compagnies d'assurances de la Fenico, depuis le démantèlement de l'ancien holding.
  - West Bay Saving Bank Ltd, banque localisée aux Îles Caïmans.
  - Standard Anlage Bank, située à Lucerne, elle gère notamment l'argent des sociétés du groupe.
  - Silver Trading, une entreprise de courtage

- Directeurs successifs :
  - Joop Van Dreema ( Pays-Bas) - Il est directeur de la division Banques du Groupe W jusqu'au tome 6. Ce Néerlandais, pourtant homme de confiance de Nerio Winch, a orchestré un important trafic de drogue au sein du Groupe W, notamment avec la complicité de Michel Cardignac, Wolf Karsh et James Donahue. Il est tué dans l'explosion de l'avion dans lequel il fuyait avec sa dernière livraison, au large de l'Écosse, après avoir été contraint de se démasquer, Largo ayant annoncé dans l'avion qu'il avait découvert le coupable. Ce dernier avait probablement bluffé, ne pensant certainement pas que l'un des seuls présidents avec lesquels il avait sympathisé fût derrière le trafic, Largo se disant déçu que ce soit lui.
  - Rudi Gessner ( Suisse) - Il reprend le poste à partir de tome 7, après avoir travaillé au sein de la Chambre fédérale de contrôle des institutions bancaires helvétiques. Il aide Largo dans l'affaire Golden Gate pour identifier un certain Shadow. Depuis la crise de 2008, comme pour ses collègues, il a vu son salaire de président considérablement réduit par son patron. Cependant, considérant son nouveau salaire comme trop faible, il vend des informations à la tueuse Natalya qui va ainsi aider ses employeurs à tenter de renverser le groupe W à Londres (tome 19 et 20), puis avec le krach bouriser, les incidents au Mexique et la tentative de vol des parts du groupe W lors de son transfert (tome 21 et 22). Mais il est tué par la tueuse à la fin des opérations avant que Largo le démasque. À la suite de cela, la tueuse a été identifiée sur la scène du crime par Simon Ovronnaz.
  - Mary Stiker ( États-Unis) – Elle succède à Rudi Gessner au début du tome 23. Dans le diptyque L'Étoile du matin / Les Voiles écarlates, elle est accusée à tort d'avoir organisé un krach boursier, et prouve son innocence ainsi que celle de Largo dans cette affaire. Elle a pour mission d'insuffler plus d'éthique dans les pratiques bancaires et financières du groupe W.

### Hotels
- Description : Hôtellerie. Après la vente des hôtels Fairway, se spécialise dans les établissements de luxe.
- Siège : Paris ( France).
- Filiales connues :
  - Hôtel Fontenoy à Paris
  - Hôtel Bayview Mansion à San Francisco.
  - Un hôtel à Bangkok (nom inconnu).
  - Motels Fairway/Fairview, après le démantèlement de la Fenico. Cette chaîne sera revendue avant le début du tome 17.
  - Hôtel Byblos à Saint-Tropez (tome 15).
  - Hôtel Blue Lotus à Hong Kong (tome 15), probablement fermé ou vendu à la suite de l'interdiction du groupe d'investir en Chine à l'issue du tome 16.
  - Hôtel Winch Tower Mansion à Chicago, construit avec l'argent provenant de la revente des hôtels Fairway. En construction au début du tome 17, le même bâtiment accueillera le nouveau siège social du Groupe W.
  - Hôtel Royal Sword à Londres, où est organisé un Big Board dans le tome 19
  - Chaîne d'hôtels au nom inconnu où Alicia Del Ferril a travaillé en tant que directrice du complexe sud-américain.

- Directeurs successifs :
  - Marcello Scarpa ( Italie) - Il est le directeur de la division jusqu'à sa mort survenue dans le tome 6. Tué par Lemarchand, qui le fait chanter à l'aide d'une cassette vidéo le montrant avec des prostituées asiatiques mineures dont une qu'il aurait accidentellement tuée cette nuit au cours d'un jeu sado-masochiste.
  - Alicia Del Ferril ( Argentine) - Diplômée de l'Institut de Management de Madrid, elle est promue à ce poste à partir du tome 7, après avoir déjà travaillé comme présidente de la sous-division latino-américaine du groupe.

### Merchant fleet
- Description : Marine marchande, c'est la principale activité du Groupe W. La WMF (Winch Merchant Fleet) représente 15 % du chiffre d'affaires du groupe.
- Siège : Panama ( Panama).
- Aucune filiale connue

- Directeur :
  - Sir Basil Williams ( Royaume-Uni) - Il est le président de la division depuis le tome 1. Veuf, sans enfant et ne quittant la ville de Panama que pour les réunions new-yorkaises, alcoolique selon son entourage, il sera assassiné par un ressortissant turc lors de son pot d'adieu dans le tome 17, Mer Noire et sera au centre de l'intrigue de cette histoire. Il semblait peu apprécié des autres présidents du groupe, notamment de Waldo Buzetti et de Stephen Dundee, qui le traitent respectivement de "vieux pochard" et de "red neck" (T. 17 pp. 14-15).
  - Sybil Lockwood ( Géorgie puis  Royaume-Uni, par intérim) - Femme de ménage d'un ministre géorgien dans sa jeunesse, elle est l'assistante de Sir Basil Williams, la femme de son directeur financier (et la maîtresse officieuse de Sir Basil). Elle prend sa suite par intérim après son assassinat lors de son pot d'adieu, tout en ayant auparavant déclenché un complot contre Largo Winch. La conquête d'un soir de Nerio Winch, elle est la mère de Iorg Yvatchvili, un contrebandier Géorgien qu'elle présente comme le fils biologique de Nerio. Ils sont tous deux tués après avoir tenté de présenter Largo Winch comme l'auteur de leurs activités illicites, l'homme que Sybil Lockwood accusait d'avoir volé l'héritage de son fils.
  - Hanni Veenstra ( Pays-Bas) - Colosse et croqueuse d'hommes, le commandant Veenstra est un marin reconnu dans le monde entier pour sa compétence et son autorité. Dans le tome 20, elle accepte le défi de prendre en main et de développer la flotte marchande du Groupe W. À l'origine engagée pour une période d'essai de 6 mois, elle est définitivement installée en tant que présidente de la division après avoir sauvé la vie de tous les membres du Big Board, lançant par la fenêtre la bombe qui leur était destinés.

### Mining & metallurgy
- Description : Mines & Métallurgie.
- Siège : Stockholm ( Suède).
- Filiale connue :
  - Exploitation minière près de Johannesbourg.
  - Mines en Indonésie pour fabriques les batteries électriques

- Directeur :
  - Leonard Scott ( Afrique du Sud) - Il est le président de la division depuis le tome 1. Avant de prendre la direction de cette division, il avait travaillé comme dirigeant d'une exploitation minière près de Johannesbourg. Comme Wolf Karsh travaillait pour lui à cette époque, Scott fait partie des suspects aux yeux de Largo lorsque ce dernier veut démanteler le trafic de stupéfiants de Van Dreema. Bien des années plus tard, Largo passe un savon à Leonard Scott après une visite mouvementée dans une mine qui a vu le licenciement de son directeur pour avoir employé des enfants. Le président, surpris, va découvrir des éléments non cohérents et en fera part à Dwight Cochrane...

### Oil
- Description : Pétrole
- Siège : Caracas ( Venezuela) jusqu'au tome 16, Veracruz ( Mexique) à partir du tome 17.
- Filiale connue :
  - La Woilco, société de production pétrolière possédant des puits au Texas et en Oklahoma, des concessions au Canada et au Venezuela, et des droits de recherche au large de l'Indonésie depuis des accords passés dans le tome 10 (que voulait contrecarrer Cotton en tant que patron de la CASPE). À la suite de la nationalisation du secteur pétrolier par le Venezuela, son siège est déménagé de Caracas à Veracruz, et son activité principalement recentrée sur l'Indonésie.

- Directeurs successifs :
  - Robert B. « Bob » Cotton ( États-Unis) - Il est le directeur de la division Pétrole du Groupe W jusqu'à sa démission dans le tome 2 (il ne supporte pas l'idée d'être dirigé par Largo qui est, selon lui dans le tome 10, « un rustre sans-gêne »). Le fait que Largo ne soit pas un héritier héréditaire apporte également cette antipathie à Cotton. Il devient le PDG de la Fenico (tomes 3 et 4) d'où il lance une tentative d'OPA hostile envers le Groupe W. Puis cet Américain réapparaît en tant que patron de la CASPE (Cartel Agreement Secret Protection Entity) dans les tomes 9 et 10. Il est alors l'auteur de la conspiration visant à faire exploser les derniers étages du Winch Building pour faire échouer les accords entre la Woilco et les autorités indonésiennes. Il sera tué sur son bateau par Vitale D'Urso.
  - Emil Jaramale ( Mexique) - Il reprend le poste à partir du tome 3, après la liquidation de la division Electronics & Data Systems dont il était le directeur. Il s'illustre particulièrement dans le tome 10 en signant avec le gouvernement indonésien un accord de recherche de pétrole avec 70 % de royalties, ce qui est interdit par la CASPE (voir Cotton, ci-dessus), alors qu'une bombe est prête à exploser dans l'étage d'au-dessus.

### Press
- Description : Presse écrite
- Siège : New York ( États-Unis).
- Filiale connue
  - Le New York Daily, le plus important quotidien du groupe. Ses locaux sont situés dans les dix premiers étages du Winch Building de New York qui lui appartient jusqu'au tome 17. Le bâtiment sera vendu au début de Mer Noire à des investisseurs qataris avec, comme clause, l'occupation gratuite des lieux par le journal et la direction de la division pendant 15 ans. L'un des reportages les plus connus du journal est l'enquête menée sur XIII et la conspiration des XX (voir la série XIII).
  - On apprend dans la série XIII que le journal appartient au groupe American News Inc.. Cependant, Dundee étant toujours président, on peut déduire que ce groupe appartient au Groupe W, et regroupe donc la division Press.

- Directeur :
  - Stephen G. Dundee ( États-Unis) - Il est le président de la division (et donc du groupe American News Inc. formant cette division) depuis le tome 1. En bon journaliste, il rappelle par deux fois à Winch de lui accorder la primeur des scoops touchant au groupe (notamment faux mariage avec Lizza-Lu dans OPA tome 3). À noter que Stephen G. Dundee apparaît également dans la série XIII dans le tome 13 L'Enquête, où il est représenté dans son propre rôle. De plus, on apprend également dans la série XIII qu'il est membre de la fondation Mayflower et dénonce son journaliste Danny Frankelstein qui enquêtait sur eux et les origines de Jason Mac Lane alias XIII. Grâce à ses informations, la Fondation récupère l'héritage de Jason Mac Lane dans 2132 mètres.

### Sport & entertainment
- Description : Sport et loisirs. Cette nouvelle division est créée par Largo après sa décision de démanteler la Fenico pour regrouper les sociétés de l'ancien holding qui ne pouvaient être répartis dans les divisions existantes.
- Siège : Chicago.
- Filiales connues :
  - Speed One, marque américaine d'équipement sportif basée à Chicago. Voir aussi paragraphe Fenico.
  - New Tarrant Inc, marque de ski et snowboard basée à Deer Point (Montana), dont la directrice, June Tarrant, détient 50 % des parts. Voir aussi paragraphe Fenico.
  - Jouets Happy Child.

- Directeur :
  - Gus Fenimore ( États-Unis) - Il accepte le poste de directeur à la fin du tome 14 après s'être indigné du démantèlement de la Fenico. À priori homme d'affaires peu scrupuleux, il est le fondateur de la société Fenico, dont il restait actionnaire à hauteur de 35 % après la contre-OPA du Groupe W. Grand amateur de femmes, il se fait surnommer « Monkey Balls » à cause d'une rumeur qu'il a lancé lui-même : il aurait subi une greffe de testicules de singe selon la méthode Voronoff. Il a été marié avec l'actrice sur le retour Lizza-Lu Mellow, puis a divorcé ultérieurement. Autre anecdote, il possédait un château médiéval qu'il a acheté dans le Berry et fait déplacer et reconstruire dans le Connecticut, mais qu'il a du revendre pour payer son dernier divorce (tome 17). Dans Mer Noire, grâce à ses talents de rugbyman, il neutralise le meurtrier de Basil Williams lors de son pot de départ.

### Supermarkets & department stores
- Description : Distribution (Supermarchés et magasins).
- Siège : Düsseldorf ( Allemagne).
- Filiales connues :
  - Alimentarium GmbH. Cette chaîne allemande de supermarchés est propriétaire du holding luxembourgeois Corinvest (géré par la division Banks), lui-même détenant à 85 % la société Boendaal & Zoon, dont dépend la Limburgse Augurkenfabriek (directeur : M. Veenstra), entreprise de bocaux de cornichons et autres condiments, localisée près de Venlo (Pays-Bas) et au sein de laquelle était cachée le laboratoire de transformation de l'héroïne pour le compte du trafic de Van Dreema.
  - Supermarchés Jet, après le démantèlement de la Fenico. Transformés en discount centers à prix cassé au début du tome 17.
  - Probablement les produits pharmaceutiques Schreider, après le démantèlement de la Fenico.

- Directeur :
  - Georg Wallenstein ( Allemagne) - Il est le président de la division depuis le tome 1. À cause de la Limburgse Augurkenfabriek, il fait partie des suspects aux yeux de Largo lorsque ce dernier veut démanteler le trafic de drogue de Van Dreema.

### TV & radio networks
- Description : Télévision et radio
- Siège : Los Angeles ( États-Unis).
- Filiales connues :

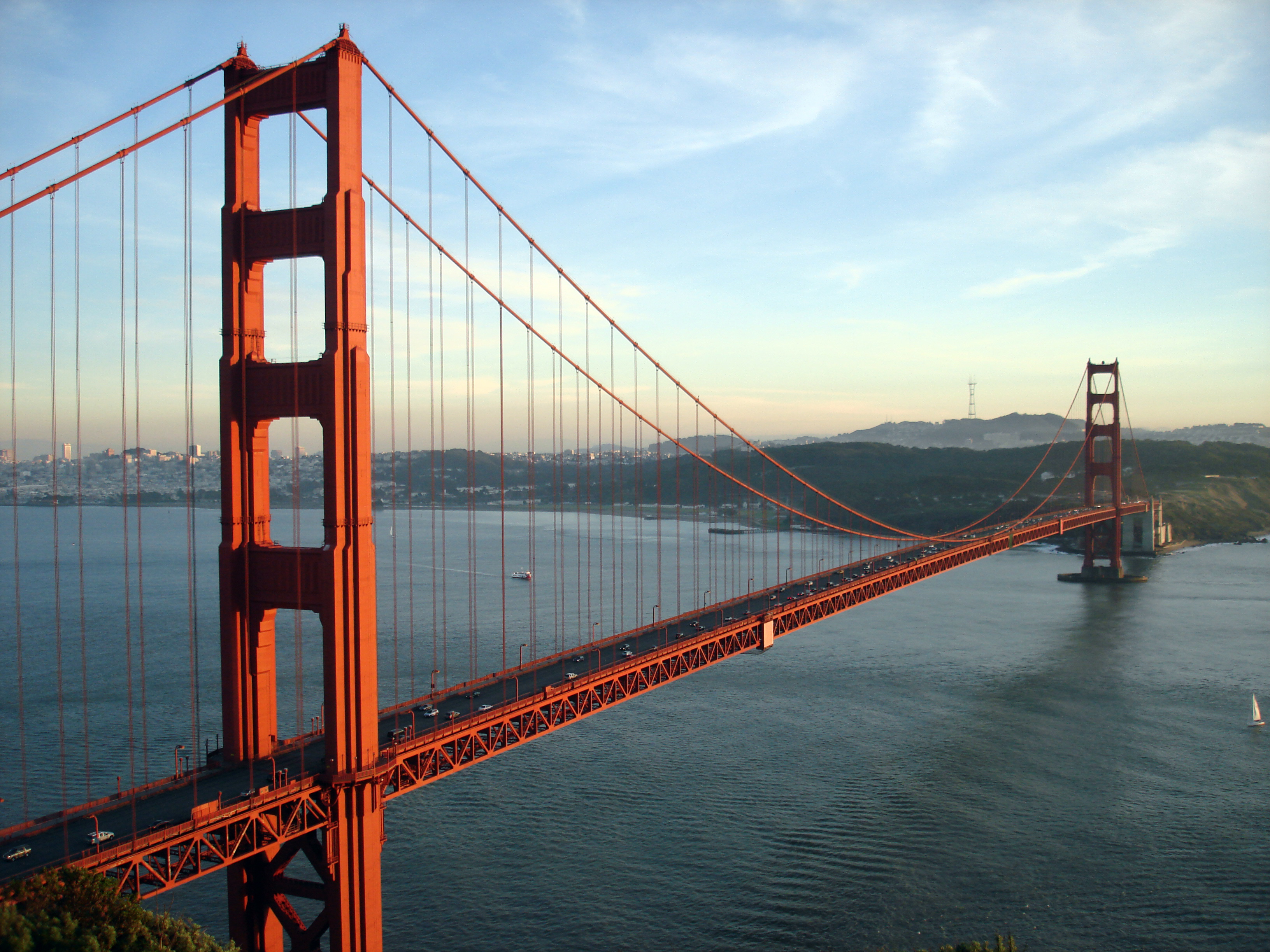
La chaîne W9 avait produit une série intitulée Golden Gate, avec Simon Ovronnaz dans le premier rôle dans les tomes Golden Gate / Shadow.

  - chaîne de télévision W9 (ancien directeur : Earl Quinn)
  - chaîne de télévision NBN (Largo fait chanter Panatella pour la lui racheter ; ancien directeur : Ned Baker).
  - Une nouvelle chaîne payante inconnue, mentionnée dans le tome 17.

- Directeur :
  - Waldo Buzetti ( États-Unis) - Il est le président de la division depuis le tome 1. Largo lui demande quelques explications importantes dans l'affaire Golden Gate (tomes 11 et 12).

### Winchair Airlines
- Description : compagnie d'aviation civile et agences de tourisme. 
Au début de la série, Cardignac dit que la Winchair possède 42 appareils dont 7 gros porteurs (tome 2). Lorsque Simon, alors directeur provisoire, visite le centre bahaméen, on lui indique que la Winchair possède 17 gros porteurs, 28 moyens porteurs et 34 petits porteurs (tome 5). Soit il y a une erreur de script soit on peut supposer que la société a évolué entre-temps (Cardignac ayant suggéré à Largo de diversifier ses activités vers l'Europe et le Moyen-Orient). Dans le tome 17, 19 moyens porteurs sont ajoutés à la flotte avec la création de la nouvelle compagnie Southline.

- Siège : Nassau ( Bahamas).
- Filiale connue :
  - Probablement les locations de voitures Trial, depuis le démantèlement de la Fenico.
  - Southline, compagnie aérienne à prix modique, créée avant le tome 17. Axée sur les destinations de l'Amérique latine, les Caraïbes, l'Océanie et l'Australie. Elle possède une flotte de 19 moyens porteurs.

- Directeurs successifs :
  - Michel Cardignac ( France) - Il est le directeur de la division jusqu'à sa mort survenue à la fin du tome 2. Ce Français est le numéro un de la conspiration visant à s'emparer du Groupe W (c'est lui qui tue Nerio Winch dans les premières pages de la série) et est également impliqué dans le trafic de drogue de Van Dreema. Il sera tué par Simon Ovronnaz au large de l'île de Sarjevane (mer Adriatique).
  - Le poste reste provisoirement vacant pendant les tomes 3 et 4.
  - Simon Ovronnaz ( Suisse, par intérim) - Il deviendra le directeur intérimaire de la division à la demande de Largo. Le but étant en fait d'infiltrer le trafic de drogue orchestré par Van Dreema au sein du Groupe W, il laissera évidemment sa place après l'affaire terminée. C'est d'autant plus normal que Simon n'a aucune compétence pour le monde des affaires. Ressortissant suisse du même âge que Largo, né en Valais de père inconnu (probablement un gitan espagnol) et d'une fermière suisse, Marie Ovronnaz. Simon est un ancien voleur professionnel engagé par Cardignac pour son complot (il fait pression sur lui faisant enlever sa mère, laquelle sera torturée et tuée), il le trahit au profit de Largo avec qui il se lie rapidement d'amitié, au point d'en devenir l'un des principaux hommes de confiance. Connu pour être très volage (mais néanmoins sensible), il multiplie les aventures : Marjan Texel, Marilyn Apfelmond, Belinda Lee...
  - Lucie Carmichaël ( Trinité-et-Tobago) - Elle a intégré le Groupe W comme directrice de la division à partir du tome 7, après avoir étudié à Londres puis travaillé à British Airways.

### Winch Foundation for War Children
- Description : Fondation caritative créée par Largo au profit des enfants victimes de guerre lors des évènements du tome 5. Il s'agit donc de la seule division à but non lucratif. Elle a été créée dans le but de construire des bâtiments aux réfugiés et orphelins, tel que des orphelinats ou des hôpitaux de campagne, d'acheminer des médicaments et d'apporter du matériel scolaire. Largo étant lui aussi orphelin, de plus en provenance d'un pays qui était en guerre (la Yougoslavie), il se sent directement concerné par le destin de ces enfants, qui aurait pu être le sien sans l'intervention de Nerio Winch.
- Siège : New York ( États-Unis) dans le Winch Building. Sera déménagé à Chicago dans le même immeuble que l'hôtel Winch Tower Mansion lorsque celui-ci sera complété.

- Directeur :
  - Cathy Blackman ( États-Unis) - Elle travaillait déjà au Winch Building dès le début de la série (sans qu'on sache véritablement son rôle ni son importance hiérarchique, bien que l'album O.P.A. semble indiquer qu'elle est la secrétaire de Sullivan), puis elle prend la direction de la Fondation Winch pour les Enfants de la Guerre dès sa création, assistée par John D. Sullivan, dont elle est la compagne. Sullivan ayant toujours travaillé au sein du Groupe W pour faire gagner encore plus d'argent, il doit alors apprendre à le dépenser.

## Anciennes Divisions

### Electronics & Data Systems
- Description : Électronique & Informatique. Cette division est liquidée lors des événements du tome 3, vendue à des industriels japonais.
- Siège : Taipei ( Taïwan)
- Aucune filiale connue

- Directeur :
  - Emil Jaramale ( Mexique) - Il est le directeur de cette division dès le début de la série et jusqu'à sa disparition, avant de reprendre le poste de Cotton comme directeur de la division Oil (voir la section « Oil »).

### Fenico
- Description : Contrairement aux autres sociétés du Groupe W, celles de la Fenico (Fenimore Insurance Company) sont cotées en bourse : le Groupe W est majoritaire à 52 % mais son fondateur, Gus Fenimore (voir la section « Sport & entertainment »), en détient encore 35 % des parts après la contre-OPA. À la suite de l'affaire Speed One (tome 14), Largo décide de démanteler la Fenico en retirant ses sociétés de la bourse et en les répartissant entre les autres divisions du Groupe W.
- Siège : New York ( États-Unis).
- Filiales connues :
  - Assurances Fenico, intégrées par la suite dans la nouvelle division Banks.
  - Speed One, marque américaine d'équipement sportif basée à Chicago, détenue à 47,5 % par la Fenico, 19,5 % par les héritiers du fondateur de la société (Harvey Wilcox et Sandra Babbit) et 5 % par Gus Fenimore. Speed One avait racheté une unité de fabrication de skis et snowboards, l'usine Tarrant, basée à Deer Point (Montana), avant de la fermer et la délocaliser en République tchèque après le rachat de la société Sportlek. L'usine Tarrant et les trois autres centres ayant subi le même sort seront rouverts par Largo après que la fraude de Wilcox et Munro a été découverte. Speed One sera par la suite intégrée à la nouvelle division Sport & entertainment (avec de nouveaux dirigeants) et l'usine Tarrant deviendra une société à part, la New Tarrant Inc, intégrée dans la même division que Speed One.
  - Motels Fairway/Fairview, intégrés par la suite à la division Hôtels, ils seront finalement revendus (tome 17).
  - Supermarchés Jet, intégrés par la suite à la division Supermarkets & department stores.
  - Jouets Happy Child, intégrés par la suite dans la nouvelle division Sport & entertainment.
  - Produits pharmaceutiques Schreider, probablement intégrés par la suite à la division Supermarkets & department stores.
  - Locations de voitures Trial, probablement intégrés par la suite à la division Winchair Airlines.

- Directeurs successifs :
  - Robert B. Cotton ( États-Unis) - Il prend la direction de la Fenico après son départ du Groupe W et y organise son opération d'OPA envers le Groupe W pour le compte de Gus Fenimore. (voir la section « Oil »).
  - Nelson Bruneau ( Canada) - Il devient le directeur de la division Fenico après l'intégration du holding au sein du Groupe W. Accusé par Largo d'avoir été indirectement complice des magouilles de Munro et Wilcox dans l'affaire Speed One et du meurtre d'Olga Bukowski, il est contraint par Largo de démissionner de son poste (tome 14).

## Autres personnages récurrents liés au Groupe W
- Eleanore Pennywinkle ( Royaume-Uni) - secrétaire personnelle de Largo, lequel la surnomme « Penny ». Tout comme Cochrane, elle est de la « vieille école » et supporte donc mal les attitudes et comportements de Largo lorsque celui-ci reprend les rênes de la société après la mort de Nerio. Élément essentiel au fonctionnement du Groupe W selon certains, elle se prend néanmoins d'affection progressive pour Largo et l'aide activement dans ses différentes aventures. Restreignant généralement sa participation à un rôle rivé au Winch Building, elle prend une dimension supérieure en passant à l'action lors de l'affaire Shadow (tome 12), notamment en planifiant l'enlèvement de Juliet Ferguson, puis dans Colère rouge (tome 18) en organisant l'évasion de Simon, déclarant avoir agi comme Largo l'aurait fait s'il avait été disponible. Dans l'album Voir Venise... (tome 9), on apprend la nationalité de Miss Pennywinckle par le biais du majordome de Winch, qui déclare avoir rencontré celle-ci dans un club pour ressortissants britanniques des deux sexes. Dans l'album Chassé-croisé (tome 19), le personnage d'Arthur Anderson l'appelle « Eleanor » (planche 15).

- Freddy Kaplan, de son vrai nom Ari Ben Chaïm ( Israël puis  Monaco) - C'est un ancien pilote militaire israélien, fils d'immigrés juifs ukrainiens né dans un kibboutz en 1963. Injustement emprisonné pour l'exemple après le scandale provoqué par le bombardement d'un camp de réfugiés palestiniens, il parvient à s'évader et à rejoindre la Jordanie en traversant le golfe à la nage entre Eilat et Aqaba. Il joue ensuite un rôle essentiel pour déjouer le détournement du DC-9 dans lequel il a pris place clandestinement pour fuir vers les États-Unis – cet épisode de sa vie étant à l'origine de sa longue cicatrice sur sa joue gauche. Il devient alors monégasque en prenant le nom de Freddy Kaplan (Kaplan étant le nom de son grand-père maternel) grâce à Nerio Winch, passager du même avion avec John Sullivan, qui l'embauche comme pilote personnel pour son fils adoptif, Largo, dont il devient ensuite un des plus fidèles amis.
Constatant des changements progressifs de la personnalité de son ami depuis que celui-ci a pris la suite de Nerio, Freddy décide de quitter son poste de pilote personnel de Largo (tome 13) et laisse sa place à Silky Song. Néanmoins il ne laissera pas tomber Largo pour autant puisqu'il viendra à sa rescousse après sa fuite de Deer Point, notamment en participant au rachat de l'usine Tarrant. Cette aventure lui fera rencontrer June Tarrant, les deux personnages tombant amoureux l'un de l'autre. Il s'installera alors à Deer Point avec June (tome 14) qu'il épousera au début du tome 17. Dans le même album, on apprend qu'il sera bientôt père.

- Sarah Washington ( États-Unis) - Titulaire d'un MBA à Harvard, est responsable du contrôle de la division Télévision & Radio du Groupe W. Sur ordre de Cochrane, elle enquête sur le financement occulte de la série télévisée Golden Gate (tome 11), ce qui la mène à être séquestrée et torturée et violée après avoir surpris Earl Quinn maquillé en faux Cochrane aux Îles Caïmans. Lors de sa libération, alors qu'elle s'apprêtait à jouer malgré elle le rôle principal d'un snuff movie, elle blesse gravement Flor De La Cruz par vengeance et, traumatisée, doit ensuite suivre un traitement psychologique (tome 12). Elle aide ensuite Largo dans le contrôle des comptes de Speed One dans l'affaire du même nom (tome 14), explorant aussi les comptes de Munro et de Wilcox grâce à ses talents de pirate informatique. Dans le tome 17, elle semble avoir succombé aux charmes de Silky Song.

- Silky Song ( États-Unis) - C'est une ancienne pilote de bombardier B52-H dans l'US Air Force qui prend la suite de Freddy comme pilote personnelle de Largo (tome 13). Lesbienne, son aventure avec la fille de son ex-commandant (consentante âgée de seulement 17 ans) lui vaut son transfert vers un service administratif de l'armée, dont elle démissionne pour devenir pilote dans le privé. D'origine chinoise mais née à Manhattan, elle parle le mandarin et pratique le karaté, le taekwondo, le ju-jitsu et l'aïkido. Elle est par ailleurs une excellente pilote de moto et d'automobile... mais une piètre chanteuse. Elle multiplie les conquêtes, ce qui irrite Simon, lui aussi séducteur dans l'âme. Après l'aventure à Hong Kong (tomes 15 et 16), Largo lui promet de doubler sa prime.

- Marilyn Apfelmond ( États-Unis) - C'est une secrétaire du Groupe W, blonde pulpeuse, maîtresse régulière de Simon. Son rôle est assez secondaire mais elle apparaît régulièrement au fil de la série. C'est grâce à elle que Cochrane parvient à joindre Simon à Saint-Tropez au début du tome 15.
- Le journaliste Danny Finkelstein et le rédacteur en chef Randolph McKnight du journal New York Daily : voir la série XIII

## Détails divers

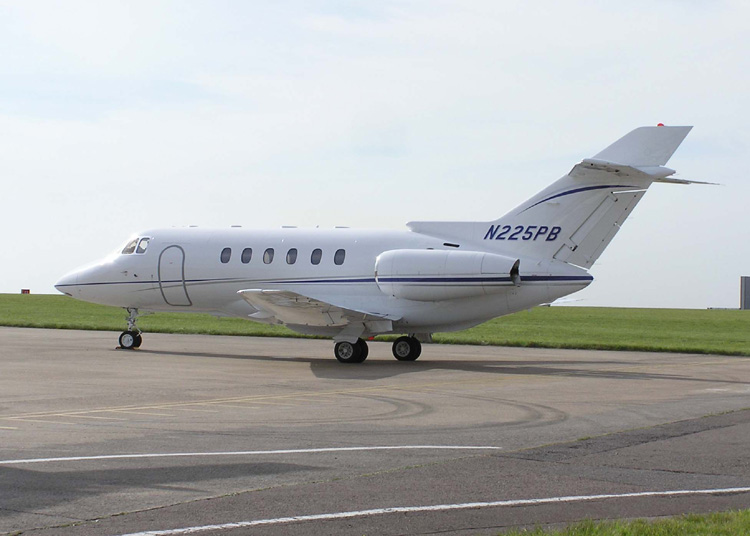
Un Bae 125, ressemblant au Mowgli Jet de Largo.

- Largo a aussi hérité des possessions personnelles de Nerio, notamment d'une cinquantaine de résidences réparties sur toute la planète et d'une île dans la mer Adriatique, Sarjevane, cadeau de Tito à Nerio, où ce dernier a caché les parts de fondateur de sa société (tome 2).

- Le Groupe W n'a plus le droit d'exercer en république populaire de Chine à partir du tome 16.

- Le dernier étage du Winch Building constitue l'appartement personnel de Largo, surplombé d'un héliport et pourvu d'une grande terrasse avec piscine.

- L'avion personnel de Largo, piloté par Freddy puis par Silky, est un BAe 125 appelé Mowgli Jet.

- La voiture de Nerio, conduite par Virgil, est une Bentley.

- À la fin du tome 10, Largo demande à Sullivan d'acheter le restaurant vénitien L'Osteria della Mar, dont le patron, Pasquale Zorzi, ex cadre du Groupe W, avait été assassiné après avoir prévenu Largo du danger qui le guettait. On ne sait si le restaurant a véritablement été intégré au Groupe W ni dans quelle division (si c'est le cas, il est sans doute intégré à la division Hôtels).

- Dans les romans originels, Simon Ovronnaz est israélien et s'appelle Simon Ben Chaïm alors que Freddy Kaplan avait déjà le même nom mais est de nationalité suisse. Leurs nationalités respectives sont donc inversées entre les romans et les albums. À noter que, dans les albums, Ben Chaïm est le vrai patronyme de Freddy Kaplan.

- L'hôtel Blue Lotus de Hong Kong est un clin d'œil au Lotus bleu, album de Tintin[réf. nécessaire].

- L'apparence de l'avocat de Largo Winch, présent dans les tomes 12, 13 et 17, est basée sur celle du scénariste Jean Van Hamme[1].